# 神栖市議会
神栖市議会（かみすしぎかい）は、神栖市の議会である。

## 概要
- 定数：25人（そのうち2人が女性で、議員の8％が女性）
- 任期：4年
- 選挙区：市全体を1選挙区とする大選挙区制（単記非移譲式）

## 委員会
- 総務産業委員会
- 教育福祉委員会
- 都市環境委員会
- 議会運営委員会
- 予算決算常任委員会
- 新型コロナウイルス感染症対策特別委員会
- 市議会だより編集委員会
- 固定資産評価審査委員会委員の地方税法違反及び業務委託受注に関する調査特別委員会

## 議員報酬と諸手当
| 役職   | 報酬            |
| ------ | --------------- |
| 議長   | 月額 46万0000円 |
| 副議長 | 月額 41万0000円 |
| 議員   | 月額 39万0000円 |

※別途期末手当あり